# Allódium
Az allódium vagy allodiális birtok (középlatin alodium, alodis, alodus) hűbéri kötelékekkel nem terhelt feudális birtoktípus, koronként változó jelentéstartalommal.
Első ízben a száli frankok 6. századi törvénykönyvében, a Lex Salicában bukkant fel ’birtok’ jelentéssel, s csak a feudalizmus virágkorában alakult ki a szolgáltatásokkal terhelt birtoktól, a feudumtól és a benefíciumtól megkülönböztető ’hűbéri szolgáltatásoktól mentes földvagyon’ jelentése. A 14. század után, a késő középkorban az allódium jelentette a saját kezelésben maradt földesúri birtokot, szemben a jobbágytelkes birtokrésztől. Magyarországon is ez utóbbi jelentésében terjedt el, s a 16. századtól azt a nyomáskényszeren kívül eső földesúri birtokrészt, majorságot jelölték vele, amelyet főként jobbágyi robottal műveltek meg. Az 1848-as áprilisi törvények révén az allódiumok a földbirtokosok valódi tulajdonává váltak, s ezeken a területeken nagyüzemi árutermelés indult be.